# Torreyochloa natans
Torreyochloa natans är en gräsart som först beskrevs av Vladimir Leontjevitj Komarov, och fick sitt nu gällande namn av Church. Torreyochloa natans ingår i släktet Torreyochloa och familjen gräs. Inga underarter finns listade i Catalogue of Life.